# قلعه مومن‌آباد
قلعه مومن‌آباد مربوط به دوره قاجار است و در شهرستان داورزن، روستای کهک واقع شده و این اثر در تاریخ ۱۶ اسفند ۱۳۸۴ با شمارهٔ ثبت ۱۴۳۵۰ به‌عنوان یکی از آثار ملی ایران به ثبت رسیده‌است.